# 三段空母
三段空母（さんだんくうぼ）は、「宇宙戦艦ヤマトシリーズ」に登場する架空の宇宙空母。

## ガミラス帝国
戦闘空母と並び、ガミラス帝国の持つ主力宇宙空母の一種である。正式名称は多層式宇宙空母。デザイン担当は松本零士、加藤直之。
艦の前方に突き出した発着甲板が三層に重なっている姿から三段空母と呼ばれる。ただし、正確には艦体後半部の最上層にも甲板がもう1層あり、さらにサブノズルの上にも着艦専用の甲板がある。発展型として、ガルマン・ガミラス時代に建造された新三段空母と二連三段空母がある。
実在した多段式空母と同様に、艦前部に段違いに3つの甲板を備え、各甲板に白い中心線が書かれている。最上層の甲板の左舷はアングルド・デッキ（斜め離艦用飛行甲板）がある。しかし、設定資料が不明瞭で、前方右舷より艦体を臨むと、最上層甲板の一部が欠き取られたデザインのようにも見えるため、劇中ではそのように間違って描写されることが多い。
艦橋は小型のものを右舷後部付近に斜めに飛び出すように設置され、左舷前部には迎撃レーダーを設置している。推進ノズルは艦後部に大型のものが2基、艦底後部に小型のものが3基ある。艦載機収納用のエレベーターもあるが、作画によって数がまちまちとなっている。
武装として砲身付きの3連装フェーザー砲を、舷側部に前方を指向した各1基ずつ、その下部に後方を指向した各1基ずつ、艦底部には前方に向けて2基並列配置しており、全6基、計18門装備する。また、4連装対空パルスレーザー砲を舷側後部に4基ずつ計8基、計32門を搭載している。
艦底部には、着陸用の引き込み式のゴムタイヤの主脚を有する。
第1作では、バラン星における対ヤマト戦で失敗を犯したドメルの起死回生策を活かす新鋭艦として描かれたが、その後も、ガミラス帝国の主力空母として各続編作品に登場している。
松本零士によるラフデザインが3種類存在する。
最初のものは甲板の下に艦体があったもので、角ばった艦首には双胴を思わせる隙間が縦に空いている。艦橋が右舷後部にある点は決定稿に近いレイアウトであった。だが、最上層甲板と艦後部の着艦用甲板はなく、武装も見受けられない。「決定稿」の判子が押されていたが、あとからバッテンで書き消されており、不採用となった。
2番目のものは、艦後部に着艦用甲板を有し、左舷に迎撃レーダーが設置され、艦首が甲板のみとなるなど決定稿のデザインに近くはなったが、艦橋構造物を極端に艦後方に設置したレイアウトや発進口周りは戦闘空母に近いデザインで、構造物は丸み帯びていた。艦橋付近に迎撃用と思われるレーザー砲塔群が存在し、アングルド・デッキが両舷に存在していた。
3番目のものは上層甲板が設置されるなど、決定稿とほぼ同じだが、艦橋のデザインが異なっている。
なお、「三段空母」という名称が定着している本艦だが、実際に劇中でそのように呼ばれたことは1度もない。

### 劇中での登場
宇宙戦艦ヤマト
第21話と第22話に登場する。
第21話にてドメルの七色星団での決戦に備え、ルビー戦線から第1空母（塗装は緑色、隊長はゲットー、搭載機はドメル式DMF-3型高速戦闘機）、サファイア戦線から第2空母（塗装は紫色、隊長はバーガー、搭載機はドメル式DMB-87型急降下爆撃機）、ダイヤ戦線から第3空母（塗装は青色、隊長はクロイツ、搭載機はドメル式DMT-97型雷撃機）の、計3隻がガミラス本星に呼び戻される。オメガ戦線から戻ってきた戦闘空母と、旗艦であるドメラーズ2世の計5隻で空母機動艦隊を編成し、出撃する。
第22話で、第1空母より発艦させた戦闘機でブラックタイガー隊を誘き寄せてる隙に、第2空母の急降下爆撃機をドメラーズ2世の瞬間物質移送器でヤマトの近くに送り込んで急襲する。ブラックタイガー隊が迎撃のため帰投すると、今度は急降下爆撃機隊が囮となって陽動を始めて、ブラックタイガー隊を再びヤマトから引き離し、第3空母の雷撃機を瞬間物質移送器で送り込んでヤマトの戦闘能力を奪う。その後も終始ドメル艦隊有利で戦闘が進められたが、波動砲封じとしてヤマトに撃ち込まれたドリルミサイルを逆回転させられ、ヤマトを離れたドリルミサイルが戦闘空母に激突して爆発。3空母はそれに誘爆する形で全滅する。
松本零士の漫画版では、ドメルとの戦いのエピソードでは登場せず、バラン星基地からヤマト攻撃のために複数隻が発進する形で1コマだけ登場している。
宇宙戦艦ヤマト2
本作で諸元が設定され、全長200メートル、全幅62.5メートル、自重48,000トンとなった。武装の追加設定や搭載機数の設定もされた。デザインは『宇宙戦艦ヤマト』のものと同じだが、色はガミラス標準色の緑のみ登場する。
ガミラス残存艦隊として、第3話から登場。第24話で、戦闘不能となったデスラー艦から脱出したデスラーとタランの乗る脱出艇を収容し、臨時の旗艦としてガミラス艦隊を率いて去っていく。
宇宙戦艦ヤマト 新たなる旅立ち
本作では設定全長が180メートルに改められている。
デスラー残存艦隊として3隻が登場。新天地を探す旅に発つ前に最後の別れを告げるべく、ガミラス本星に向かうが、そこでガミラシウムの採取をしていた暗黒星団帝国の艦隊に遭遇し、他の艦と共にこれと交戦する。その後、ガミラス星の消滅により暴走を始め、ワープしてしまったイスカンダル星を追走するが、イスカンダル星上空で暗黒星団帝国マゼラン方面第一艦隊に襲撃され、1隻が甲板を貫かれ撃沈される。辛うじてイスカンダルのマザータウンの海に着水するが、1隻が敵艦隊旗艦「プレアデス」艦載のイモ虫型戦闘機の魚雷攻撃を受けて海へ沈没する。最後の1隻は、同戦闘においてデスラー戦闘空母以外の僚艦で唯一生き残る。その後現れたマゼラン方面軍総司令官メルダーズが乗艦した自動惑星ゴルバとの戦闘で、ゴルバが発進させた戦闘ヘリを、DMB-87型急降下爆撃機に迎撃させ、自らも砲撃を加えて応戦するも、ゴルバの上部ミサイル砲によって急降下爆撃機もろとも撃破された。
宇宙戦艦ヤマトIII
第16話において、過去作の流用映像に登場するほか、デスラーの回想シーンでもデスラー残存艦隊として2隻が1カットのみ登場。ボラー連邦に支配されていたガルマン・ガミラス本星を偶然発見し、交戦の末に星を解放する。

### リメイクアニメ
『宇宙戦艦ヤマト2199』『宇宙戦艦ヤマト2199 星巡る方舟』『宇宙戦艦ヤマト2202 愛の戦士たち』『宇宙戦艦ヤマト2205 新たなる旅立ち』に登場する。デザイン担当は石津泰志。
デザイン・設定がリメイクされており、「ガイペロン級多層式航宙母艦」という名称が設定されている。
ガミラス帝国航宙艦隊の主力航宙母艦。本シリーズでは、長期にわたって運用され続けている艦級とされており、建造時期によって形状に差異がある。劇中で最も多く登場するのはランベアと同様の平たい艦首にアングルド・デッキを持つ形状の艦艇で、基本的な艦体色は緑である。
旧作との主な違いは、最下段の飛行甲板が艦尾の着艦用甲板と繋がって完全な全通式になっていることであり、正面から見ると穴が空いているように見える。
旧作同様4段の飛行甲板を持ち、上部3段（第1・第2・第3甲板）を発艦専用、最下段（第4甲板）を着艦専用（緊急時には発艦も可能）で使い分けている。昇降機は3基で、発艦は各飛行甲板に2基ずつ設置された電磁式カタパルトで行い、着艦は第4甲板の後部から進入し、トラクタービームで減速させる仕組みとなっている。構造上格納庫は有しておらず、機体は慣性制御された各甲板上に繋留されている。飛行甲板の側端には発艦の可否などが映る表示パネルがあり、カタパルトの後方にはブラストディフレクターが備わっている。
ゲルバデス級と共通の、大量のタイヤが備わった引き込み式の着陸脚を持つ。
なお、本作のガミラス艦の中では唯一艦体に発光部が存在しない。
『2205』では新たに「重武装ユニット」と呼ばれる追加装備が登場している。第2甲板部分を中心に装着するユニットで、砲戦用の各種武装が備わっている。第2甲板上に三連装陽電子カノン砲塔を2基、両舷に三連装陽電子ビーム砲を2基装備（いずれもデウスーラIII世と同等のもの）。さらに第2甲板先端には魚雷発射管を10門設置。それ以外にも魚雷発射管やミサイルランチャーが各部に備わっており、火力は大幅に上昇している。さらに砲塔設置により飛行甲板として使用できなくなった第2甲板の艦載機繋留エリア部分は居住区画とし、長期作戦行動へ対応力を向上させている。
重武装ユニットは元々のガイペロン級の艦体に被せる形で装着しているため、ユニットを取り外せば元のガイペロン級に戻る。この仕様のため、艦首形状が変更された後期仕様のガイペロン級には本ユニットは装備できない。

#### 劇中での登場（リメイクアニメ）
宇宙戦艦ヤマト2199 / 宇宙戦艦ヤマト2199 星巡る方舟
設定画（バルグレイ）自体は第一章上映前からチラシなどで公開されていたが、劇中での初登場は第18話とかなり遅い。
第18話では、バラン星で執り行われた観艦式において各方面から集結してきた艦艇が多数登場する。
第19話と第20話の七色星団海戦では、ドメルに与えられた以下の3隻が登場する。いずれもドック入りしていた整備中の艦であり、乗組員も大半が老兵と少年兵である。
バルグレイ
旧作における第1空母。艦体色は緑。艦長はモルド・ヴォッグ。航空隊長はライル・ゲットー。艦載機は空間艦上戦闘機DWG109 デバッケを57機。
ガイペロン級の後期仕様で、索敵装置設置のために、各飛行甲板の前端形状が山形に改修されている。
七色星団海戦においてコスモファルコン隊をヤマトから引き離すため、1隻だけ艦隊から先行して単独行動をとり、第一次攻撃隊（デバッケ隊）を発艦させる。その後はコスモファルコン隊とデバッケ隊の交戦の中で発見され、コスモファルコン2機の攻撃を受ける。うち1機は対空砲火によって撃墜したものの、撃墜直前に発射していた対艦ミサイルを艦側面に被弾して損傷。残る1機による対艦ミサイル攻撃を正面から被弾して艦後部の機関部にまで被害を受けた上、艦橋部に機銃掃射を受けたことで艦の制御を失ってしまい、最後は艦体が崩壊しながら轟沈した。
豊田巧の小説版では単独先行はせず、他の艦とともに行動していたが、戦果確認の為に先行したドメラーズIII世とダロルドから離れ、ランベア・シュデルグと共に後方で待機していたところをヤマト航空隊に奇襲され、アニメ版と同様の最期を遂げる。
ランベア
旧作における第2空母。艦体色は紫。艦長はルタン・ベスター。航空隊長はフォムト・バーガー。艦載機は空間艦上攻撃機DMB87 スヌーカを57機。
アングルド・デッキを有しており、形状は3隻の中で最も旧作の三段空母に近い。艦自体は中期建造型で、バラン星観艦式において緑の艦体色を持つ同型艦が多数登場している。
七色星団海戦において第二次攻撃隊を発艦させ、ドメラーズIII世の物質転送機で、ヤマトに奇襲をかける。その後、機動部隊をもって直接ヤマトを叩くため前進した際に、特殊削岩弾を逆用したヤマトの策でダロルドとシュデルグが相次いで爆沈。ランベアは回避して巻き添えを免れたが、ヤマトの砲撃によってエンジンを破壊されて操艦不能に陥り、炎上しながら七色星団の雲海の中へ沈没する。
その後『2199』には登場しないが、辛うじて生還し、『星巡る方舟』で再登場。艦長のベスターが雲海への沈没時に戦死してしまったため、艦内で最高位の士官だったバーガーが艦長代理を務めていた。
『星巡る方舟』劇中では停戦命令を伝えに来たネレディア・リッケの第8警務艦隊とともに「薄鈍色の異空間」に囚われ、そこでヤマトと再会する。ヤマト・ガミラスの共同艦隊がガトランティス艦隊と戦っている最中、ネレディアの指揮の下で非戦闘員を乗せ戦場を離脱。途中で運悪く座礁するが、ヤマト・ガミラス共同艦隊の奮戦もあり生き残る。戦闘終了後はガミラス艦隊の生存者を収容し、本国へと帰還していく。
豊田巧の小説版『2199』では、他の3空母とともにヤマト航空隊の奇襲を受け、山本玲のコスモゼロのミサイル攻撃を受けて制御不能になり、星間物質の海へ沈む。
『2205』での活躍は下記を参照。
シュデルグ
旧作における第3空母。艦体色は青。艦長はボラン・リッター。航空隊長はカリス・クライツェ。艦載機は空間雷撃機FWG97 ドルシーラを36機。
ガイペロン級の中でも最初に進宙した最初期型で、以後建造された姉妹艦と異なりアングルド・デッキを持たない。老朽艦のため、これを見たドメルは「艦は古く〜」と言った。
七色星団海戦において第三次攻撃隊を発艦させ、ヤマトを襲撃させるが、コスモゼロ2機、さらにバルグレイと第一次攻撃隊を全滅させて帰還して来たコスモファルコン隊の迎撃により、第三次攻撃隊は壊滅する。その後、直接ヤマトを叩くため前進するが、ダロルドが爆沈した際に回避が間に合わず、爆炎の中に突っ込み誘爆して轟沈する。
豊田巧の小説版では、他の3空母とともにヤマト航空隊の奇襲を受け、加藤三郎のコスモファルコンにブリッジとエンジンを破壊されて爆沈する。

宇宙戦艦ヤマト2202 愛の戦士たち
第24話において、ローレン・バレル率いるガミラス艦隊の所属艦として3隻登場。いずれもランベアと同じ薄紫色のカラーリングとなっている。うち1隻はガトランティス艦の体当たりで爆沈している。
宇宙戦艦ヤマト2205 新たなる旅立ち
ランベア重武装ユニット装備
第1話から登場する。『2199』に登場したランベアと同一の艦。『2199』での活躍に関しては上記を参照。
『星巡る方舟』での戦いの後、ガミラス本星に帰還し、長期の整備改修のためドック入りした。この際、新型ユニットのテストベッドのひとつとして利用されることになり、重武装ユニットを装備することになった。
改修後はバーガーの座乗艦となり、デスラー艦隊へ派遣され、ガルマン星奪取作戦に参加する。
バルメス
第1話から登場する。シュデルグと同じ初期の形式だが、ドック入りしていたシュデルグとは異なり、改修を重ねることで現役を保っていた。艦名はガミラス語の「攻撃する」に由来する。
ガルマン星奪取作戦の直前まではガミラス正規軍の外洋機動艦隊に所属しサレザー星系外で運用されており、同作戦に際してデスラー艦隊へ編入された。
第4話のイスカンダル星王都イスク・サン・アリア上空の戦闘にて、移民船団の盾となる形でデザリアム艦隊の射線上に立ち塞がり、撃沈される。

### ゲームでの登場
タイピングゲームにおいて、七色決戦ではヤマトに艦砲射撃を加えるシーンがあり、これによってヤマトが艦体を貫かれて轟沈してしまうというゲームオーバーがある。
PSゲームシリーズでは、PS版『宇宙戦艦ヤマト 遥かなる星イスカンダル』『宇宙戦艦ヤマト 英雄の軌跡』、およびPS2版『宇宙戦艦ヤマト イスカンダルへの追憶』に登場する。『イスカンダルへの追憶』では、宮武一貴により新たな設定画が描き起こされ、艦型が「ガミラス多層式空母級」となり、個々の艦名も設定されている。

## ガルマン・ガミラス帝国
『宇宙戦艦ヤマトIII』において、ガルマン・ガミラス世代の新三段空母が、板橋克己によってデザインされていた。設定のみで劇中には未登場。
旧ガミラス帝国時代の三段空母の発展改良型艦で、速力・武装ともに以前の艦とは比較にならないほど強化されている。
この新三段空母のデザインは、二連三段空母の左舷側の艦体を基本とし、甲板表面に2箇所ある切り欠きや、2基ある回転速射砲塔の設置位置などのディテールが同じである。
後方にはガルマン・ガミラス戦闘空母のような小型の艦橋を、右舷側へ寄って設置されている。
後部には、非解放式の収納口（着艦用デッキ）が設置されており、艦上機は収納口へ突入する形で着艦する。
二連三段空母とは異なり、甲板中央に引かれている白線には矢印がなく、甲板上の瞬間物質移送器もない、
なお、本艦のことを「多層式空母」と呼称している資料は見当たらない。
本艦は設定が作られていたものの、話の短縮などにより劇中には登場しなかった。「ダゴン艦隊に配備されていた」と記載する書籍が存在する。ただし、発展型である二連三段空母は登場している。
また、バンダイのプラモデルシリーズ「宇宙戦艦ヤマト メカコレクション」において、モックアップが制作されていたが、製品化はされなかった。